# IPad Pro (6‑го покоління)
iPad Pro шостого покоління, розмовно відомий як M2 iPad Pro — лінійка планшетних комп'ютерів iPad, що розроблені та продаються компанією Apple Inc. Його було анонсовано 18 жовтня 2022 року та випущений 26 жовтня 2022 року. Він доступний з тими ж розміру екрана, що й його попередник: 11 дюймів (28 см) і 12,9 дюйма (33 см).
Він має подібний дизайн і ті самі розміри екрана, що й його попередник, але має процесор Apple M2 і нведення Apple Pencil, яке показує, де Apple Pencil торкнеться дисплея.

## Особливості

### Апаратне забезпечення
iPad Pro шостого покоління використовує систему на чипі Apple M2. Він має восьмиядерний центральний процесор, 10-ядерний графічний процесор і 16-ядерну систему Neural Engine. Варіанти вбудованої ємності включають 128 ГБ, 256 ГБ, 512 ГБ, 1 ТБ і 2 ТБ. Версії на 128, 256 і 512 ГБ мають 8 ГБ оперативної пам'яті, а версії на 1 і 2 ТБ оснащені 16 ГБ оперативної пам'яті.
11-дюймова модель має дисплей Liquid Retina з максимальною яскравістю 600 кд/м², що відповідає 11-дюймовій моделі 3-го, 4-го та 5-го поколінь. На відміну від нього, 12,9-дюймова модель має міні-світлодіодний HDR-дисплей під назвою Liquid Retina XDR із коефіцієнтом контрастності 1 000 000:1, повноекранною яскравістю 1000 кд/м² і максимальною яскравістю 1600 кд/м² (HDR), що відповідає характеристикам 12,9-дюймової моделі 5-го покоління. Обидві моделі підтримують технології True Tone та ProMotion, змінну частоту оновлення 120 Гц і розширену колірну гаму P3.